# Саршхавр
Саршхавр (дари سر سخور) — кишлак на северо-востоке Афганистана, в вилаяте (провинции) Бадахшан. Входит в состав района Вахан.

## Географическое положение
Саршхавр расположен на северо-востоке Бадахшана, в высокогорной местности, на левом берегу реки Пяндж, вблизи места впадения в неё малой реки Саршхавр, на расстоянии приблизительно 126 километров к востоку-юго-востоку (ESE) от города Файзабада, административного центра вилаята. Абсолютная высота — 2709 метров над уровнем моря. Ближайшие населённые пункты — кишлак Уруп (выше по течению Пянджа), кишлак Лангар (ниже по течению Пянджа).

## Население
В национальном составе преобладают ваханцы.